# Amt Arns Herred
Amt Arns Herred (tysk: Amt Arnsharde) er et amt i det nordlige Tyskland, beliggende i den vestlige del af Kreis Slesvig-Flensborg. Kreis Slesvig-Flensborg ligger i den nordlige del af delstaten Slesvig-Holsten (i Sydslesvig). Administrationen er beliggende i byen Sølvested. Amtet har sit navn fra Arns Herred.
Amtet blev oprettet den 1. januar 2008.

## Kommuner i amtet
1. Bollingsted (ty. Bollingstedt)
2. Ellingsted (Ellingstedt)
3. Hollingsted (Hollingstedt)
4. Husby (Hüsby)
5. Jydbæk (Jübek)
6. Lyrskov (Lürschau)
7. Skovby (Schuby)
8. Sølvested (Silverstedt)
9. Treja (Treia)